# Hamaikabat
Hamaikabat (Molts amb un objectiu únic o Milers en un en basc) (H1!) és un partit polític (mantenint-se com a partit de manera transitòria) d'ideologia nacionalista basca l'àmbit de la qual d'actuació és Navarra i País Basc. Creat a partir de la plataforma Alkarbide, una escissió d'Eusko Alkartasuna, va ser inscrit en el registre de partits polítics del Ministeri de l'Interior el 23 de juny de 2009.
El 30 de juliol de 2011 —després dels mals resultats obtinguts en les eleccions municipals i forals de maig— els seus afiliats i dirigents van decidir dissoldre Hamaikabat com a partit polític, mantenir-lo transitòriament per gestionar els càrrecs que conservessin i seguir treballant com a plataforma política independent dels partits, i els seus membres es van integrar al PNB.

## Història
Durant el VII Congrés d'EA celebrat a Sant Sebastià al desembre de 2007, en el qual va ser elegit president de la formació Unai Ziarreta, la majoria dels compromisaris van optar en la ponència política, que va obtenir un suport del 90%, per prendre una línia política orientada la creació d'un pol sobiranista en el qual s'agrupessin les forces polítiques i sindicals sobiranistes, incloent a EA, Aralar, ELA, LAB i Batasuna, entre d'altres, de cara a la consecució de la independència per a Euskal Herria.
Després del fracàs electoral d'Eusko Alkartasuna a les eleccions al Parlament Basc de 2009, l'1 de juny, i sense esperar al Congrés Extraordinari del partit, el corrent "crític", majoritària a Guipúscoa, liderada per Iñaki Galdós, va abandonar el partit sota el nom d'Alkarbide (Camí de trobada en basc) adduint diferències irreconciliables amb la direcció d'EA. També van al·legar entre els seus motius les decisions «preses en fòrums no oficials del partit» de les quals havien «estat exclosos», i que havien portat a la direcció a canviar «la fórmula electoral», en al·lusió a la presentació sense el Partit Nacionalista Basc en els comicis, denunciant que "el constant declivi electoral d'EA" es deu "sobretot a una deriva estratègica" que l'electorat d'aquest partit "no només no ha entès, sinó que ha castigat de manera clara". També va influir clarament l'estratègia de la direcció de la creació de l'anomenat "pol sobiranista", la qual cosa suposava un acostament a l'esquerra abertzale i a Batasuna, criticada des de l'inici pel sector crític per considerar-ho un acostament al món d'ETA, fet desmentit per la direcció d'EA, i que posteriorment portaria EA a formar part de les coalicions Bildu (EA, Alternatiba i esquerra abertzale) i Amaiur (EA, Alternativa, esquerra abertzale i Aralar).
Entre els seus objectius van assenyalar la intenció de convertir Alkarbide en un partit polític nacional, abertzale, democràtic i socialdemòcrata, amb la intenció de «rescatar la línia fundacional» d'EA. Encara que alguns mitjans van afirmar que el partit va ser inscrit en el registre de partits polítics del Ministeri de l'Interior el 18 de maig, el seu nom no hi apareix fins al 23 de juny.
D'altra banda, el líder del Partit Nacionalista Basc Iñigo Urkullu, va fer una oferta de col·laboració al nou grup, fet que aquests van agrair, mentre que l'ex cap d'EA Carlos Garaikoetxea va qualificar l'escissió com un dany mortal a la formació.
Tots els representants d'EA en la Diputació Foral i a les Juntes Generals de Guipúscoa van anunciar la seva intenció d'integrar-se en Alkarbide sense abandonar els seus escons, el que va ser denunciat per EA com una violació del pacte antitransfuguisme.
A la fi de juliol de 2009 es va anunciar que el projecte polític s'anomenaria definitivament Hamaikabat i el seu acrònim seria H1!. Van justificar l'elecció d'aquest nom a partir del tradicional Zazpiakbat (set en un, en al·lusió als set territoris bascos) per passar a parlar de "milers en un", una possible traducció de Hamaikabat, i va anunciar que més de cent càrrecs públics havien abandonat EA per sumar-se a aquest nou projecte. En aquest moment H1! comptava amb 51 regidors en 25 municipis, 7 diputats forals i les alcaldies d'Asteasu, Astigarraga, Zarautz i Zegama.
El seu congrés fundacional es va celebrar entre el 27 i 29 de novembre de 2009, proclamant Iñaki Galdós com a president de la nova formació. Així mateix, a la fi d'agost de 2010 Hamaikabat anunciava que estava prop d'aconseguir un acord electoral amb el Partit Nacionalista Basc, que finalment es va concretar solament per a la província d'Àlaba.
En les eleccions forals i municipals de maig de 2011 Hamaikabat va sofrir una autèntica garrotada, en part per l'aparició de Bildu, obtenint solament 12 regidors amb 9.270 vots a Guipúscoa. A la fi de juliol, una assemblea extraordinària va decidir la seva dissolució com a partit polític, proposant la seva transformació en una plataforma política apartidista, i la permanència dels seus càrrecs electes, que mantenen el partit polític Hamaikabat de manera transitòria.